# Султани
 Тази статия е за селото.  За златната монета вижте Султани (монета).  
Султа̀ни е село в Северна България. То се намира в община Елена, област Велико Търново.

## География
Село Султани се намира в планински район на 12 км на югозапад от град Елена – в посока Твърдишки проход, и на един километър северно от село Тодювци. Край селото тече река Веселина, която извира край село Дрента и се влива в язовир „Йовковци“. В реката се въдят мрени, кефали, кротушки и раци. Местността е удобна за туризъм, билкарство, гъбарство , лов, риболов и къмпингуване.

## История
До 1830 г. Султани е било община. Към нея е било и село Тодювци. В 1891 г. в Султани е имало 60 жители. През 1965 г. в селото са живели 28 жители.
Село Султани е махала до 1995 г., след което получава статута на село.

## Редовни събития
Всяка година се провежда селски събор, последната събота на август. Освен приятните срещи между стари приятели и родови срещи, се играе и традиционен футболен мач между представители на селата Тодювци, Султани и Дрента. Вечерта специално поканен състав се грижи за настроението на гостите.